# Stiphropus niger
Stiphropus niger es una especie de araña del género Stiphropus, familia Thomisidae.

## Distribución
Se distribuye por África Occidental.

## Taxonomía
Fue descrita por Simon en 1886.
Tratamiento taxonómico
La especie aparece registrada y publicada en Espèces et genres nouveaux de la famille des Thomisisdae. Actes de la Société Linnéenne de Bordeaux 40: 167–187.